# James C. Katz
James „Jim“ C. Katz (* 17. März 1940 in New York City) ist ein US-amerikanischer Filmrestaurator und Filmproduzent.

## Leben
Katz studierte an der Ohio State University und begann seine Karriere in der Filmbranche in der PR-Abteilung von United Artists, wo er zum Director of Worldwide Publicity aufstieg und die PR-Arbeit zahlreicher Filme betreute. Später lebte Katz zehn Jahre im Vereinigten Königreich, wo er viele Werbespots und zwei Dokumentarfilme produzierte. 1970 fungierte Katz als Associate Producer einer von Laurence Olivier inszenierten Verfilmung von Anton Tschechows Drei Schwestern.
Nach seiner Rückkehr in die Vereinigten Staaten wirkte Katz ab den frühen 1980er Jahren bei Universal Pictures als Präsident der Universal Pictures Classics Division. Dort verantwortete Katz die Wiederveröffentlichung der fünf Hitchcock-Filme Das Fenster zum Hof, Vertigo, Cocktail für eine Leiche, Immer Ärger mit Harry und Der Mann, der zuviel wusste. Er koordinierte auch die Wiederveröffentlichung des Beatles-Films Yeah! Yeah! Yeah! und die Kino-Wiederaufführung der von Kevin Brownlow restaurierten Version von Abel Gances Historienfilm Napoleon.
Bei der Restaurierung der vollständigen 70-mm-Version des Filmklassikers Lawrence von Arabien lernte Katz den Filmrestaurator Robert A. Harris kennen. Mit diesem arbeitet er seither regelmäßig zusammen. Gemeinsam restaurierten beide Filmklassiker wie Spartacus, My Fair Lady, Vertigo – Aus dem Reich der Toten und Das Fenster zum Hof. Für ihre Arbeit wurden beide mit mehreren Preisen ausgezeichnet, darunter dem King Vidor Award for Excellence In Filmmaking beim San Luis Obispo International Film Festival 2000.
James C. Katz ist Mitglied der Academy of Motion Picture Arts and Sciences.
Katz ist in zweiter Ehe mit Marty Wyle verheiratet. Beide brachten je drei Kinder aus früheren Beziehungen mit in die Ehe. Eines seiner Stiefkinder ist der Schauspieler Noah Wyle. Gemeinsam mit diesem gründete er später das Produktionsunternehmen Wyle/Katz Productions.

## Filmografie
Produzent
- 1971: The Anatomy of a Pin-Up (Dokumentarfilm)
- 1978: The Rise and Fall of Ivor Dickie (Dokumentarfilm)
- 1986: Sei stark, Cassie! (Nobody's Fool)
- 1989: Luxus, Sex und Lotterleben (Scenes from the Class Struggle in Beverly Hills)

Restaurator
- 1989: Lawrence von Arabien (Lawrence of Arabia)
- 1991: Spartacus
- 1994: My Fair Lady
- 1996: Vertigo – Aus dem Reich der Toten (Vertigo)
- 1999: Das Fenster zum Hof (Rear Window)
- 2001: To Be Alive! (Dokumentar-Kurzfilm)
- 2007: Der Pate (The Godfather)
- 2013: Eine total, total verrückte Welt (It’s a Mad, Mad, Mad, Mad World)